# Lâmina dura
Lâmina dura do osso é compacto, que é adjacente ao ligamento periodontal, na cavidade dentária. A lâmina dura fornece a superfície de fixação com o qual o ligamento periodontal, junta-se. Uma lâmina dura intacta é visto como um sinal de periodonto saudável. Lâmina dura, juntamente com o ligamento periodontal, desempenha um papel importante na remodelação óssea e, portanto, no movimento dentário ortodôntico.